# Liste der Einträge im National Register of Historic Places im Walker County (Alabama)
Die Liste der Registered Historic Places im Walker County führt alle Bauwerke und historischen Stätten im Walker County in Alabama auf, die in das National Register of Historic Places aufgenommen wurden.

## Aktuelle Einträge
| Lfd. Nr. | Name                              | Bild | Datum der Eintragung | Adresse/Lage                                                     | Ort     | ID-Nr.   | Beschreibung |
| -------- | --------------------------------- | ---- | -------------------- | ---------------------------------------------------------------- | ------- | -------- | ------------ |
| 1        | Bankhead House                    |      | 18. Juni 1973        | 1400 7th Ave.                                                    | Jasper  | 73000375 |              |
| 2        | Boshell’s Mill                    |      | 30. Mai 1975         | N of Townley on AL 124                                           | Townley | 75000329 |              |
| 3        | First United Methodist Church     |      | 14. Feb. 1985        | 1800 3rd Ave.                                                    | Jasper  | 85000257 |              |
| 4        | Gilchrist House                   |      | 24. März 1972        | 12 mi. SW of Cordova on Pleasantfield-Evansbridge Rd.            | Cordova | 72000188 |              |
| 5        | Jasper Downtown Historic District |      | 31. März 2004        | Roughly bounded by 17th St., Corona Ave., 20th St., and 8th Ave. | Jasper  | 04000233 |              |
| 6        | Stephenson House                  |      | 18. Sep. 1978        | Cobb St.                                                         | Oakman  | 78000510 |              |
| 7        | Walker County Hospital            |      | 30. Mai 1985         | 1100 7th Ave.                                                    | Jasper  | 85001160 |              |